# Атанас Котулев
Атанас Котулев (на гръцки: Αθανάσιος Κωτούλας, Атанасиос Котулас) е гръцки андартски деец от Югозападна Македония.

## Биография
Атанас Котулев е роден в костурското костенарско българско село Долени, тогава в Османската империя, днес в Гърция. Работи като мелничар. Заловен е заедно с други трима българи от четата на Михаил Цондос и му е предложено да бъде убит или се присъедини към нея, което той прави. Изпратен е в Крит. Отново се връща в Македония с Михаил Цондос, а по-късно служи под командването на Георгиос Цондос. Участва в нападенията над българските села Егри (Горно, Средно и Долно) и Каленик (Горно и Долно). През юли 1907 година участва в сражението с турска войска при Ощима. Същия месец четата му се сблъсква с турци при Бел камен. Котулев често изпълнява и терористични задачи, като убива българи или гърци предатели, като Янакис Тезас от Негован, когото Котулев убива през септември 1907 година. Предаден, още същия месец е арестуван и лежи в затвора до Младотурската революция на следната година.
Установява се в Драма. В 1917 година българските окупационни части го залавят и екзекутират.